# Osbornellus knulli
Osbornellus knulli är en insektsart som beskrevs av Delong och Beery 1937. Osbornellus knulli ingår i släktet Osbornellus och familjen dvärgstritar. Inga underarter finns listade i Catalogue of Life.